# Trevesia valida
Trevesia valida är en araliaväxtart som beskrevs av William Grant Craib. Trevesia valida ingår i släktet Trevesia och familjen araliaväxter. Inga underarter finns listade.